# Eddie Joyal
Edward Abel Joyal (Saint Albert, 8 maggio 1940) è un ex hockeista su ghiaccio canadese.

## Carriera
Joyal giocò a livello giovanile per due stagioni con la maglia degli Edmonton Oil Kings dove fu limitato dagli infortuni. Nel 1960 debuttò fra i professionisti nella Western Hockey League sempre in una formazione di Edmonton, gli Edmonton Flyers.
Nel 1962 esordì in National Hockey League dopo essere stato ingaggiato dai Detroit Red Wings, formazione con cui giunse nel 1964 fino alla finale di Stanley Cup. Nelle tre stagioni con i Red Wings fu impiegato anche nel farm team dei Pittsburgh Hornets in American Hockey League. Nel 1965 approdò invece ai Toronto Maple Leafs, giocando però soprattutto nelle leghe minori con i Tulsa Oilers e i Rochester Americans.
Nel 1967 fu selezionato nell'Expansion Draft dai Los Angeles Kings, squadra con cui rimase fino all'inizio del 1972 totalizzando oltre 200 punti e spiccando come uno dei migliori attaccanti della formazione. Joyal concluse la stagione 1971-72 con la maglia dei Philadelphia Flyers.
Nell'estate del 1972 si trasferì nella World Hockey Association con gli Alberta Oilers, formazione con cui concluse nel 1976 la propria carriera di giocatore dopo 244 apparizioni.

## Palmarès

### Individuale
- CPHL Second All-Star Team: 1

1965-1966